# Deutsche Turnschule (Charlottenburg)
Die Deutsche Turnschule war die zentrale Ausbildungseinrichtung der Deutschen Turnerschaft in Berlin-Charlottenburg.
Sie wurde am 6. Oktober 1928 eingeweiht und von der Deutschen Turnerschaft betrieben. Sie war unter anderem Ausbildungsstätte für Vereinsturnlehrer und Geräteturner. Gründungsdirektor und Leiter der Schule bis 1935 war Hermann Ohnesorge. Sie gilt als einer der Vorläufer der Sporthochschule Köln.
Am 5. Oktober 1933 besuchte Adolf Hitler die Schule.
Das Gebäude wurde im Zweiten Weltkrieg zerstört. Nach dem Krieg wurde die Deutsche Turnschule in Frankfurt neu gegründet.